# Kopa (Mała Fatra)
Kopa (1140 lub 1146 m n.p.m.) – szczyt w grupie górskiej Małej Fatry na Słowacji.

## Położenie
Znajduje się w krywańskiej części Małej Fatry, w jej północno-zachodniej części. Wznosi się w drugorzędnym grzbiecie, odchodzącym od szczytu Suchego w kierunku północno-zachodnim, pomiędzy Javoriną (1140 m n.p.m.) a przełęczą Brestov (970 m n.p.m.). Stoki północno-wschodnie szczytu opadają ku jednej z bocznych odnóg doliny Kúr, natomiast stoki południowo-zachodnie - ku górnym partiom doliny Hradskiego potoku. 

## Charakterystyka
Masyw Kopy budują paleozoiczne granity i granodioryty pochodzące z karbonu lub/i permu. Góra ma rzeczywiście formę dość kształtnej kopy o stromych i słabo rozczłonkowanych zboczach oraz zalesionych stokach. Lasy są obecnie w niektórych miejscach pocięte rozległymi wyrębami.
Cały masyw Kopy leży w granicach Parku Narodowego Mała Fatra.
Na południowo-zachodnim stoku góry, przy żółtym szlaku (p. niżej), znajduje się wmurowana w występ skalny tablica, poświęcona pamięci funkcjonariusza czechosłowackich służb bezpieczeństwa, który zginął w tym miejscu 21 sierpnia 1947 r. w potyczce z oddziałem UPA, przebijającym się z Polski do amerykańskiej strefy okupacyjnej.

## Turystyka
Północno-wschodnie zbocza kopuły szczytowej trawersuje na wysokości ok. 1080-1090 m n.p.m. zielono   znakowany szlak turystyczny z Varína na wspomnianą wyżej Javorinę. Zboczami południowo-zachodnimi, na wysokości ok. 970-1000 m n.p.m. biegną znaki żółte   szlaku z przełęczy Brestov do schroniska pod Suchým.